# 五官乡
五官乡，是中华人民共和国四川省凉山彝族自治州雷波县曾经下辖的一个乡。2020年6月，撤销五官乡，将其所属行政区域划归千万贯乡管辖。

## 行政区划
五官乡撤销前下辖以下地区：
青杠村、五官寨子村、双狮村、鲁沟村、咩咩山村和梅一村。